# Jean-Sylvain Babin
Jean-Sylvain Claude Babin (Corbeil-Essonnes, 14 de octubre de 1986) es un futbolista francés, internacional martiniqués, que juega como defensa en el Real Avilés Industrial C. F. de la Primera Federación.

## Trayectoria
Debutó con el Châteauroux "B" en 2003 donde permaneció hasta 2006, jugando nueve partidos, dio el salto al primer equipo donde jugó doce partidos en la Segunda División francesa. Después de jugar una temporada fue cedido al F. C. Martigues que militaba en National, equivalente a la Tercera División Francesa. Jugó un total de treinta y dos partidos, marcando un gol. 
El 21 de julio de 2008 fue presentado como nuevo jugador del Lucena C. F.
El 3 de agosto de 2010 fichó por la A. D. Alcorcón.
El 10 de julio de 2014 se incorporó al Granada C. F., con el que rescindió su contrato el 4 de agosto de 2016 para fichar por el Real Sporting de Gijón. Al término de la campaña 2016-17 fue cedido al Maccabi Tel Aviv F. C., con el que se proclamó campeón de la Copa Toto 2017-18.
El 24 de junio de 2022 la A. D. Alcorcón anunció su vuelta al club ocho años después. Esta segunda etapa en el club duró dos campañas y en julio de 2024 fichó por el Real Avilés Industrial C. F. con un contrato hasta 2026.

## Selección nacional
Es internacional con la selección de Martinica y disputó la Copa de Oro de 2013 y la Copa del Caribe de 2014.

## Clubes
| Club                         | País    | Año       |
| ---------------------------- | ------- | --------- |
| L. B. Châteauroux "II"       | Francia | 2003-2006 |
| L. B. Châteauroux            | Francia | 2006-2007 |
| F. C. Martigues              | Francia | 2007-2008 |
| Lucena C. F.                 | España  | 2008-2010 |
| A. D. Alcorcón               | España  | 2010-2014 |
| Granada C. F.                | España  | 2014-2016 |
| Real Sporting de Gijón       | España  | 2016-2017 |
| Maccabi Tel Aviv F. C.       | Israel  | 2017-2018 |
| Real Sporting de Gijón       | España  | 2018-2022 |
| A. D. Alcorcón               | España  | 2022-2024 |
| Real Avilés Industrial C. F. | España  | 2024-     |

## Palmarés

### Títulos nacionales
| Título    | Club                   | País   | Año  |
| --------- | ---------------------- | ------ | ---- |
| Copa Toto | Maccabi Tel Aviv F. C. | Israel | 2018 |